# Cratere Zutphen
Zutphen  è un cratere sulla superficie di Marte.